# Tipula brasiliensis
Tipula brasiliensis är en tvåvingeart som först beskrevs av Christian Rudolph Wilhelm Wiedemann 1828.  Tipula brasiliensis ingår i släktet Tipula och familjen storharkrankar. Inga underarter finns listade i Catalogue of Life.